# Scepasma
Scepasma (лат.) — род вымерших насекомых с неполным превращением из отряда палеодиктиоптер. Остатки этих насекомых найдены в палеозойских отложениях каменноугольного периода в штате Иллинойс (США) и в земле Саар (Германия).
Средний размер крыла у Scepasma mediomatricorum 210 на 61 мм, а у Scepasma gigas 161,3 на 47,4. Ноги короткие и крепкие, напоминали ноги подёнок. Переднегрудь несла пару лопастей, присоединённых к переднеспинке. Данные лопасти были сильно склеротизированы и имели систему жилок, гомологичную жилкованию крыльев. Церки также очень крупные. Базальные пластинки крыльев такого же типа, как у Protodonata и стрекоз. Предположительно обитали в кронах деревьев и питались соками семязачатков с помощью колющего хоботка.

## Классификация
По данным сайта Paleobiology Database, на март 2021 года в род включают 2 вымерших вида:
- Scepasma gigas Handlirsch, 1911typus [syn. Roechlingia hitleri Guthörl, 1934]
- Scepasma mediomatricorum Brauckmann & Becker, 1992